# Vrbica Stefanov
Vrbica Stefanov (en macédonien : Врбица Стефaнов), né le 19 décembre 1973, à Kavadarci, dans la République socialiste de Macédoine, est un ancien joueur et entraîneur macédonien de basket-ball. Il évolue au poste de meneur.

## Palmarès
- Coupe de Macédoine 1996, 1997
- Champion de Macédoine 1999
- Coupe de Grèce 2001
- Coupe Saporta 2002
- Supercoupe d'Italie 2004
- Champion d'Italie 2004, 2007
- Champion de Turquie 2006
- MVP du championnat de Macédoine 1999